# Libocedrus
Libocedrus is de botanische naam van een geslacht uit de cipresfamilie (Cupressaceae). De soorten komen voor in Nieuw-Zeeland en Nieuw-Caledonië.

## Soorten
- Libocedrus austrocaledonica Brongn. & Gris
- Libocedrus bidwillii Hook.f.
- Libocedrus chevalieri J.Buchholz
- Libocedrus plumosa (D.Don) Druce
- Libocedrus yateensis Guillaumin